# 劍俠·風塵戀曲
《劍俠·風塵戀曲》是永恆艾莉絲工坊開發的成人向武俠遊戲，於2023年4月29日在Steam發行。遊戲講述俠客鞏真在江湖行俠仗義，在黑白兩道間遊走的故事。

## 遊戲玩法
《劍俠·風塵戀曲》是一個武俠題材的文字冒險遊戲，玩家以「鞏真」的視角進行遊戲。劇情部分，玩家遊玩時需要閱覽屏幕上所顯示的文本以了解故事情節和人物之間的對話，這些文字會與人物的立繪和背景一同出现，用以表示對話的對象，對話對象的立繪會隨著對話進行而變化，根據對話的内容做出不同表情。在部分場景中會遇見代替背景和人物立繪的電腦圖像，遊戲過程中會出現不同選項，由玩家決定鞏真接下來的行動，根據玩家的選擇會影響兩位女主角的好感度，故事後期會進入好感度高女主角路線。在完成兩位女主角的結局後，會開啟齊人之福的結局。使用追加下載內容後，部分與女主角親密互動的場景會由色情場景取代。探索部分，迷宮探索中會有不同分叉路，由玩家選擇隊伍前進的方向，迷宮內能獲得道具和技能，遇到敵人則會觸發戰鬥事件。戰鬥部分，採用了回合制，遊戲中可玩角色共四人，戰鬥隊伍最大規模也是四人。

## 劇情
鞏真是父母雙亡的孤兒，幼時被隱退的「天邪門」掌門衛軍收留，成為其傳人。鞏真長大後在武林行俠仗義，期間認識了仲介人小蘭，兩人結伴同行一年且暗生情愫。在江州一地，兩人阻止了拐賣人口的雄威鏢局，與鏢頭王度結下梁子。次日雄威鏢局發生血案，王度遇刺身亡，民間傳聞是武林公敵，血花榜第一殺手「血鳳」所為。極夜劍門聖女「玄燕」蔚雙雲將鞏真視為殺害王度的兇手，雙方不打不相識，誤會解開後，雙方約定日後一同調查血鳳的行蹤。不日，鞏真和小蘭接下了與巨鯨幫有關的委託，兩人過關斬將，與巨鯨幫幫主韓光對峙，小蘭幫鞏真擋下致命一擊，墜河失蹤，這時蔚雙雲出現手刃了韓光。之後鞏真與蔚雙雲開始同行調查血鳳，經過一段時間的共處，鞏真了解到蔚雙雲本性單純善良，她的師傅洛天玄利用她去剷除敵對勢力，導致她有嫉惡如仇，黑白分明的性格。鞏真慢慢引導蔚雙雲去了解江湖的處事方式，蔚雙雲開始質疑師傅的做法。兩人關係漸好之時，失蹤多日的小蘭現身，表明自身是「血鳳」上官蘭，是多年前被天子滅門的上官家唯孤。小蘭由上一代「血鳳」薛無艷撫養長大，她和師傅一直想找出上官家滅門真相，她遇到鞏真後一度想放棄復仇，但是最近師傅薛無艷重出江湖導致血案頻出。小蘭推測師傅可能找到新線索，於是三人組隊去調查薛無艷的行蹤。
隨著調查深入，三人收集到當年的密信，得知上官家滅門一事的緣由。小蘭父親上官勝十五年前是當朝禮部尚書，主張國家休養生息，引起向西域發起戰事的主戰派不滿，主戰派構陷上官勝通敵叛國，引致滅門。信件中提到王度、極夜劍門門主洛天玄等人參與構陷一事，案件與事者最近大多被薛無艷所殺，只剩洛天玄目前還活著，三人於是前往極夜劍門與洛天玄對質。期間三人發現洛天玄原來一直和主戰派的武德王合作，如今還發動兵變囚禁了天子。接著根據玩家之前的選擇，進入不同路線。上官蘭路線中，薛無艷殺了洛天玄和武德王，還想連天子也殺了，為了避免天下大亂，三人阻止了薛無艷救下天子，蔚雙雲救駕有功，極夜劍門得以保留並擔任門主，鞏真和小蘭推遲了天子賞賜，退隱江湖。蔚雙雲路線，三人阻止了薛無艷的殺戮，最後與洛天玄對質並擊敗之，救下天子，蔚雙雲同樣繼承極夜劍門門主之位，三年後退位與鞏真浪跡天涯。兩個路線通關後可以進入齊人之福結局，最後鞏真與小蘭和蔚雙雲一同隱居山林。

## 開發及發行
《劍俠·風塵戀曲》（《劍俠》）由許逸倫擔任製作人，小時候許逸倫受大宇資訊的仙劍奇俠傳系列和軒轅劍系列，宇峻奧汀的新絕代雙驕系列等武俠題材遊戲影響，夢想開發一款武俠遊戲而成為遊戲開發者，《劍俠》是為了圓夢開啟的專案。遊戲劇本由D51負責，遊戲美術有九人負責，其中A.Mz、神奈弥沙擔任主要美術，還有五人協力，兩人負責場景美術。音樂由飛利克斯負責，高孟淵擔任專案的音樂總監，音樂團隊為遊戲製作了兩首主題曲，對應遊戲中兩位女主角。2023年1月，許逸倫在社交平台發文表示遊戲開發表現未如理想，公司也無法承擔不斷擴大的開發成本，所以決定完成《劍俠》後解散公司。
2024年4月29日，遊戲在Steam推出。開發組拆分了遊戲的成人內容，作為獨立追加下载内容（DLC）同日發售。由於德國和中國大陸地區無法在Steam購買成人內容，變相無法購入該DLC，這導致了一些中國大陸玩家的不滿。同年5月4日，開發組表示成人內容的DLC改為免費下載，遊戲價格也會做出調整。5月12日，成人內容的DLC改為免費。

## 反響及評價
遊戲在Staem發售後，獲得大多好評。遊戲發售後一週，許逸倫在社交平台發文表示，雖然該作是永恆艾莉絲工坊成立以來開發成本最高，但是銷量卻是最差的作品，他認為這是作品的銷售策略導致。《上報》和17173網對作品的評價好壞參半，遊戲美術獲得正面的評價，而玩法設計評價一般。17173網正惊游戏評論員認為遊戲設計明顯模仿《兰斯3》，受限與工作室體量，遊戲完成度不足。《上報》評論員魚子壽司也表示該作是「相當有潛力的遊戲」，美術和遊戲界面設計都不錯，但是遊戲性和劇情表現不佳。
玩法方面，魚子壽司批評遊戲的探索和戰鬥部分不能配合其他遊戲機制，整體體驗「有一點不上不下，未能融會貫通的感覺」。魚子壽司指出探索部分對劇情「毫無影響」，顯得很割裂。戰鬥部分，遊戲設計了一套角色技能系統，但是敵人戰力不高，遊玩期間基本可以不更換技能通關。角色塑造方面，魚子壽司稱讚兩位女主角的塑造，同時批評遊戲中涉及政治的橋段「寫不出深度」，劇情未能給人留下深刻印象。成人內容部分，魚子壽司稱讚色情場景的Live2D動畫表現「驚為天人」，角色有不少表情和動作的細節，只是相關場景沒有配音。

## 外部連結
- 《劍俠·風塵戀曲》在視覺小說數據庫的頁面 （英文）